# Termatzus

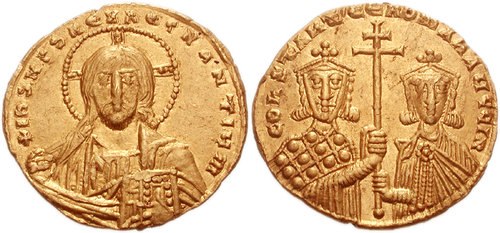
Soldo de r. e Romano II r.

Termatzus (em grego medieval: Tερματζους; romaniz.: Termatzous; em húngaro: Termecsü, Tarmacsu, Termacsu) foi príncipe (arconte) magiar do século X.

## Vida
Termatzus era filho de Tebeles e bisneto do grão-príncipe Arpades. Em 948, participou, ao lado de Bultzus, de uma embaixada ao imperador Constantino VII (r. 913–959) em Constantinopla como "amigo" (φίλος) imperial. Segundo György Györffy, na Batalha de Lechfeld de 955, apenas dois dos quatro ramos descendentes de Arpades sobreviveram, Taxis, filho de Zaltas, e Termatzus. Segundo Hóman e Györffy, é provável que ele pertencesse ao ramo de Cupano e o pai do último, Zerinde, o Calvo, era irmão de Termatzus.